# Vilmar da Cunha Rodrigues
Vilmar da Cunha Rodrigues (sinh ngày 2 tháng 11 năm 1982) là một cầu thủ bóng đá người Brasil.

## Sự nghiệp câu lạc bộ
Vilmar da Cunha Rodrigues đã từng chơi cho Tochigi SC, Matsumoto Yamaga FC và FC Machida Zelvia.